# 1921 en football
Cet article présente les faits marquants de l'année 1921 en football.

## Mois par mois

### Février
- 8 février : au Parc des Princes de Paris, l'équipe d'Irlande (amateurs) s'impose 2-1 face à l'équipe de France.
- 12 février : à Aberdeen, l'équipe d'Écosse s'impose 2-1 face à l'équipe du pays de Galles.
- 20 février : au Stade de l'Huveaune de Marseille, l'équipe d'Italie s'impose 2-1 face à l'équipe de France.
- 26 février : à Belfast, l'équipe d'Écosse s'impose 2-0 face à l'équipe d'Irlande.

### Mars
- 1er mars : Jules Rimet est élu président de la Fifa. Il le restera jusqu'au Mondial de 1954 en Suisse.
- 6 mars : à Bruxelles, l'équipe de Belgique s'impose 3-1 face à l'équipe de France.
- 14 mars : à Cardiff, l'équipe du pays de Galles et l'équipe d'Angleterre font match nul 0-0.

### Avril
- Les Rangers sont champions d'Écosse.
- Burnley FC est champion d'Angleterre.
- 9 avril : à Glasgow, l'équipe d'Écosse s'impose 3-0 face à l'équipe d'Angleterre.
- 9 avril : à Swansea, l'équipe du pays de Galles s'impose 2-1 face à l'équipe d'Irlande.
- 16 avril : Partick Thistle FC remporte la Coupe d'Écosse face aux Rangers, 1-0.
- 23 avril : Tottenham Hotspur remporte la Coupe d’Angleterre face à Wolverhampton Wanderers FC, 1-0
- 24 avril : le Red Star remporte la Coupe de France face à l'Olympique de Paris, 2-1.

### Mai
- 5 mai : au Stade Pershing de Paris, l'équipe de France s'impose 2-1 face à l'équipe d'Angleterre (Amateurs). À noter que cette rencontre n'est pas comptabilisée comme un match officiel par la fédération anglaise.

- 8 mai : l'Athletic Bilbao remporte la Coupe d'Espagne face à l'Athletic Club Madrid, 4-1.
- 8 mai : le Grasshopper-Club Zurich est champion de Suisse.
- Le Daring est champion de Belgique.
- 21 mai : à Bruxelles, l'équipe d'Angleterre s'impose 2-0 face à l'équipe de Belgique. Contrairement au match contre la France deux semaines plus tôt, la fédération anglaise reconnaît ce match comme officiel…
- 22 mai : le Rapid de Vienne est champion d'Autriche.

### Juin
- 12 juin : 1.FC Nuremberg champion d'Allemagne en s'imposant 5-0 en finale nationale face au Vorwarts Berlin.
- NAC Breda est champion des Pays-Bas.

### Juillet
- 10 juillet : Amateure remporte la Coupe d'Autriche en écartant en finale le Sportclub par 2 à 1.
- 24 juillet : Pro Vercelli champion d'Italie en battant Pise 2-1 en finale nationale.

### Août
- 7 août : le Mouloudia club d'Alger, premier club musulman algérien est créé par Abderrahmane Aouf.

### Septembre
- 4 septembre : le CR Flamengo est champion de l'État de Rio de Janeiro.

### Octobre
- 22 octobre : à Belfast, l'équipe d'Irlande et l'équipe d'Angleterre font match nul 1-1.
- 30 octobre : à Buenos Aires, l'équipe d'Argentine remporte la Copa América.

### Novembre
- 13 novembre : au Stade Pershing de Paris, l'équipe des Pays-Bas s'impose 5-0 face à l'équipe de France.

### Décembre
- 5 décembre : la fédération anglaise de football donne consigne à ses membres d'interdire les footballeuses sur leurs terrains.
- 8 décembre : le Racing Club de Avellaneda est champion d'Argentine.
- 24 décembre : Paulistano est champion de l'État de São Paulo.

## Vainqueurs de championnats nationaux
- Allemagne : 1.FC Nuremberg.
- Angleterre : Burnley.
- Argentine : Club Atlético Huracán, Racing Club de Avellaneda.
- Autriche : Rapid de Vienne.
- Belgique : Daring CB.
- Danemark : Akademisk Boldklub.
- Écosse : Rangers FC.
- France : pas de championnat national.
- Grèce : 1913 à 1921 - pas de championnat à cause de la Première Guerre mondiale et de la Guerre gréco-turque.
- Hongrie : MTK Hungária FC.
- Italie : US Pro Vercelli.
- Luxembourg : Jeunesse d'Esch.
- Pays-Bas : NAC Breda.
- Paraguay : Club Guaraní.
- Pologne : KS Cracovia.
- Suède : IFK Eskilstuna.
- Uruguay : Club Atlético Peñarol.

## Vainqueurs de coupes nationales
- Coupe d'Écosse : Partick Thistle.
- Coupe de France : Red Star.

## Naissances
Plus d'informations : Liste d'acteurs du football nés en 1921.
- 16 janvier : José Arribas, footballeur français.
- 12 mars : Giovanni Agnelli, dirigeant de club italien.
- 19 mars : Émile Bongiorni, footballeur français.
- 16 août : Valentin Nikolaïev, footballeur soviétique.
- 27 août : Henri Guérin, footballeur français.
- 5 septembre : Karl Decker, footballeur autrichien.
- 7 octobre : Raymond Goethals, entraîneur belge.
- 14 octobre : Zizinho, footballeur brésilien.
- 19 octobre : Gunnar Nordahl, footballeur suédois.
- 30 octobre : Bram Appel, footballeur néerlandais.
- 11 décembre : Jean Swiatek, footballeur français.

## Décès
- 10 octobre : Louis Mesnier, footballeur français.